# Halańskie Ogrodniki
Halańskie Ogrodniki – kolonia wsi Hałe w Polsce, położona w województwie podlaskim, w powiecie sokólskim, w gminie Sokółka.
W latach 1975–1998 Halańskie Ogrodniki administracyjnie należały do województwa białostockiego.